# Droga wojewódzka 202
Die Droga wojewódzka 202 (DW 202) ist eine polnische Woiwodschaftsstraße im Südosten der Woiwodschaft Pommern und verläuft im Westteil des Powiat Człuchowski (Kreis Schlochau).
Bei einer Länge von 11 Kilometern gehört sie zu den kürzesten Woiwodschaftsstraßen in Polen.
Die DW 202 verbindet die Kleinstadt Czarne (Hammerstein) und die Woiwodschaftsstraße 201 Gwda Mała (Klein Küdde) – Barkowo (Barkenfelde) mit der Landesstraße 25 Bobolice (Bublitz) – Oleśnica (Oels) bei Rzeczenica (Stegers). Auf Dreifünftel der Strecke verläuft sie parallel zur Czernica (Zahne), einem Nebenfluss der Gwda (Küddow).

## Streckenverlauf
Woiwodschaft Pommern:
Powiat Człuchowski (Kreis Schlochau):
- Czarne (Hammerstein) (→ DW 201)
- Wronkowo (Idashof)
- Breńsk (Brenzig)
- Rzeczenica (Stegers) (→ DK 25)